# I-177
El I-177 fue un submarino japonés del Tipo KD7, activo en la Armada Imperial Japonesa durante la Segunda Guerra Mundial. Fue asignado el 28 de diciembre de 1942 en los astilleros Kawasaki de Kōbe. Bajo el mando de Hajime Nakagawa (†1991), hundió el buque hospital australiano AHS Centaur el 14 de mayo de 1943. Fue hundido cerca de Palaos por el destructor de escolta estadounidense USS Samuel S. Miles el 3 de octubre de 1944, con la total pérdida de su tripulación.